# Conte de l'Incroyable Amour (альбом)
Conte de l'Incroyable Amour (укр. Чарівна казка про любов) — другий студійний альбом Ануара Брагема.

## Список пісень
1. Étincelles (03:20)
2. Le chien sur les genoux de la devineresse (03:42)
3. L'oiseau de bois (04:46)
4. Lumière du sîlence (05:11)
5. Conte de l'incroyable amour (10:48)
6. Peshrev Hidjaz Homayoun (05:01)
7. Diversion (05:34)
8. Nayzak (05:29)
9. Battements (01:53)
10. En souvenir d'Iram (03:01)
11. Iram retrouvée (03:45)
12. Épilogue (06:21)

## Учасники запису
- Ануар Брагем — уд
- Барбарос Еркьосе — кларнет
- Кудсі Ерґунер — най
- Ласад Госні — бендир, дарбука